# کامینگتسا کرولوسکا
کامینگتسا کرولوسکا (به لهستانی:  Kamienica Królewska) یک روستا در لهستان است که در گمینا شراکوویتسه واقع شده‌است.
 کامینگتسا کرولوسکا  ۸۸۱ نفر جمعیت دارد و ۱۵۰ متر بالاتر از سطح دریا واقع شده‌است.